# Золтан Петер
Золтан Петер (мађ. Péter Zoltán; Залаиштванд, 23. март 1958) бивши је мађарски фудбалер који је играо на позицији одбрамбеног играча. Од клубова играо је за Залаегерсеги и аустријски Први Беч. Такође је представљао Мађарску на Светском првенству у фудбалу 1986. године.

## Каријера

### Клуб
Године 1971. је постао играч Залаегерсега. Дебитовао је у мађарској првој лиги 1977. године и убрзо постао кључни члан тима као леви бек. Заједно са ЗТЕ-ом су два пута били четврти у лиги. Између 1977. и 1987. године наступио је у 276 лигашких утакмица и постигао 37 голова. Између 1987. и 1989. играо је две сезоне у аустријском тиму Фирст Виена. Вратио се у Залаегерсег на још годину дана, а затим је каријеру завршио 1994. године у аустријском покрајинском шампионату у клубу Елтендорфу.

### Репрезентација
Од 1979. до 1987. године играо је 28 пута за репрезентацију Мађарске и постигао 4 гола. На дан 29. јануара 1985. године постигао је победоносни гол на утакмици против Немачке у Хамбургу. Био је члан тима који је учествовао на Светском првенству 1986. у Мексику. Између 1979. и 1984. био је 4 пута члан олимпијског тима.

## Достигнућа
Залаегерсег
- Прва лига Мађарске у фудбалу: 
  - четврти: 1984/85, 1985/86